# دوك سود (مدينة)
دوك سود (بالإسبانية: Dock Sud)‏ هي منطقة سكنية تقع في الأرجنتين في Avellaneda Partido. يقدر عدد سكانها بـ 35,897 نسمة وترتفع عن سطح البحر 11 متر.

## أعلام
- غييرمو لوفيل
- خافيير زانيتي